# Der König und ich (1999)
Der König und ich (engl.: The King and I) ist ein US-amerikanischer Zeichentrickfilm von Warner Bros. mit Drama- und Musical-Elementen aus dem Jahr 1999. Der Film basiert auf dem gleichnamigen Musical, welches die Geschichte der englischen Lehrerin Anna Leonowens thematisiert, die 1862 in Siam, dem heutigen Thailand, die etwa 50 Kinder des Königs unterrichtete. Der Film entstand unter der Regie von Richard Rich und hat unter anderem Miranda Richardson und Martin Vidnovic als Sprecher.

## Handlung
Im Jahr 1862 soll die englische Lehrerin Anna Leonowens im Auftrag von König Mongkut, dem Herrscher von Siam, dessen Kinder unterrichten. Als Gegenleistung hat man ihr ein eigenes Haus versprochen. Kralahome, der Premierminister des Königs und Zauberer, hat eigene Pläne. Er will selbst regieren und deshalb Mongkut vom Thron stoßen. Er verfolgt mithilfe seiner Macht der Illusion mit, wie Anna und ihr Sohn Louis per Schiff nach Siam fahren und erzeugt Illusionen von einem Sturm und einem Seedrachen, der das Schiff angreift, jedoch bald wieder verschwindet. Als sie in Siam ankommen, ist Anna über die politische Situation unzufrieden.
Im Palast des Königs lernt sie ihn selbst sowie Kralahome und dessen tollpatschigen Gehilfen Meister Little kennen. Als Anna im Palast einziehen muss, ist sie aufgebracht darüber, da ihr ein Haus versprochen wurde, was aber letzten Endes doch abgelehnt wird. In Siam herrschen zu dieser Zeit noch veraltete Traditionen, doch der König will den Fortschritt seines Reiches vorantreiben und hat deshalb auch eigene Wissenschaftler. Er weiht Anna ein. Kralahomes Gehilfe Master Little nimmt Louis mit auf eine Tour durch die Waffenkammer, wird dabei aber durch seine Tollpatschigkeit verletzt, als er Louis angreifen will. Trotz dass Anna protestiert, sind ihr des Königs Gattinnen behilflich. Währenddessen verliebt sich Prinz Chululongkorn, der Thronfolger, in die schöne Dienerin Tuptim, was aber gegen die Tradition verstößt und daher verboten ist. Anna reicht es. Sie will Siam verlassen, lernt aber die Kinder des Königs kennen und beschließt, zu bleiben. Sie beginnt, sie zu unterrichten. Dabei erfährt sie, dass die Kinder noch nie den Königspalast verlassen haben und will dies ändern. Sie macht mit den Kindern einen Ausflug in die Stadt. Als der König davon erfährt, ist er sauer auf Anna, es gefällt ihm gar nicht. Es kommt zu einem Streit, in dem Anna erneut das ihr verwehrte Haus zur Ansprache bringt. Chululongkorn diskutiert mit seinem Vater über die Traditionen. Er und Tuptim lieben sich, doch Mongkut achtet die Traditionen und würde ihre Liebe zueinander niemals tolerieren. Verwirrt betet er zu Buddha. 
Währenddessen will Kralahome sein Ziel, den König zu stürzen, noch immer erreichen. Um einzufädeln, dass Mongkut entthront wird, schickt er einen Brief an die Briten, in dem er behauptet, der König sei ein Barbar und Anna befände sich in Gefahr. Sir Edward Ramsey, ein Freund von Anna und Louis und Abgesandter der britischen Krone, macht sich sofort per Schiff nach Siam auf, um Mongkut zu entthronen. Als Mongkut zu Buddha betet, plagen ihn Selbstzweifel. Kralahome, der den König beobachtet, bekommt dies mit und er lässt lebendig gewordene Statuen auf den König los, die dessen Panther Rama jedoch abwehrt, wovon Mongkut nichts mitbekommt. 
Tuptim weiß bald, dass Chululongkorn der Prinz und somit ihre Liebe zueinander verboten ist, doch sagt dieser zu ihr, dass die Traditionen ihn nicht interessieren. Für ihn zählt nur ihre Liebe und er will mit ihr zusammen sein. Meister Little erfährt von ihrer Beziehung und erzählt Kralahome davon, worauf dieser damit den König zur richtigen Zeit reizen will, nämlich dann, wenn die Briten da sind. Er will den König damit schlecht dastehen lassen und seine Behauptung beweisen.
Als Anna Mongkut aufsucht, ist er beunruhigt, da die Briten bald da sind und ihn für einen Barbaren halten. Anna weiß, dass dem nicht so ist. Anna rät dem König, ein Bankett für die Briten, die auch bald da sind, abzuhalten, um zu zeigen, dass sein Reich zivilisiert ist und freut sich über das Wiedersehen mit Ramsey, der sie vor dem König warnt. Beim Abendessen erwähnt Kralahome einen Elfenbeinanhänger, den der König tragen soll, den er seinem Sohn gegeben hat, der ihn wiederum Tuptim geschenkt hat. Als Mongkut von Chululongkorn und Tuptim erfährt, ist er außer sich und veranlasst, dass Tuptim gepeitscht wird. Chululongkorn ist entsetzt und will seinen Vater davon abhalten, doch Mongkut lässt von seinem Vorhaben nicht ab, worauf sie mit Louis in den Dschungel fliehen.
Während sie durch den unheimlichen Dschungel fliehen, setzt Kralahome seine Kräfte ein und führt die drei nach diversen schrecklichen Illusionenüber eine Brücke. Die Brücke stürzt ein und Tuptim rettet Louis, als dieser in den Fluss fällt, wird aber selbst vom Fluss weggeschwemmt. Mongkut macht sich mit einem Heißluftballon auf und rettet seinen Sohn, Louis und schließlich auch Tuptim. Als sie sich auf den Rückweg zum Palast machen, sieht Kralahome nur noch einen Ausweg. Er feuert eine Feuerwerksrakete ab und setzt damit den Ballon in Brand. Der König kann seinen Sohn, Tuptim, Louis und seinen Panther Rama retten, indem er sie in einen See wirft, stürzt aber selbst mit dem Ballon ab. Kralahome wähnt sich im Siegesglück, doch Sir Edward, der zusammen mit der entsetzten Anna alles beobachtet hat, und die Palastwachen ertappen ihn und wissen nun von seinem Mordversuch. Kralahomes wahre Absichten sind damit aufgeflogen. Anna, Chululongkorn, Tuptim, Louis, Rama und die Kinder sehen nach dem am Boden liegenden Mongkut. Da er sich nicht regt, halten sie ihn für tot und trauern. Doch der König lebt noch und schließt eines seiner Kinder in die Arme. Aufgrund seiner Verletzung ist er nun bettlägerig und will, dass sein Sohn bereit ist, zu regieren, wenn er stirbt. Er toleriert nun dessen Beziehung zu Tuptim, da dies zwar verboten ist, Chululongkorn aber als künftiger König machen kann, was er will. Kralahome wird gefeuert und muss nun zur Strafe mit Meister Little als seinem Chef den Elefantenstall ausmisten. Dies endet damit, dass er von diesem verprügelt wird, nachdem Meister Little, der im Laufe des Films bei diversen Fällen zahlreiche Zähne verloren hat, durch ihn auch noch den letzten verloren hat. Der König genest entgegen der Erwartungen doch noch. Er bessert sich als Herrscher sehr und Anna bekommt endlich das ihr zugesicherte Haus außerhalb des Palastes. In der letzten Szene tanzen sie zusammen auf der Terrasse des Palastes.